# Юрдбругротта
Ю́рдбругро́тта (норв. Jordbrugrotta или Плу́рагро́тта норв. Pluragrotta) — подводная пещера-грот, находящаяся в коммуне Рана в фюльке Нурланн в северной части Норвегии.
Пещера открыта английскими спелеологами в 1966 году и названа в честь фермы Юрдбруа (норв. Jordbrua), расположенной чуть ниже по долине. Вход в пещеру находится примерно в двух километрах к югу от плотины озера Каллватнет.
Долина Плурдален богата известняковыми породами, в связи с чем речка Плура путём вымывания извести образовала сеть подводных гротов. После создания в 1960-е годы плотины у озера Каллватнет, река сильно обмелела, а число подводных гротов сократилось.
Юрдбругротта является одним из самых протяжённых: его длина составляет около 2600 метров и глубина до 110 метров, в связи с чем грот привлекателен для дайверов. Погружение, однако, связано с риском для жизни: так, 16 августа 2006 года в гроте погиб 37-летний мужчина из Гримстада, и поднятие его тела с глубины 90 метров потребовало привлечения спасателей из Германии и Шотландии. Похожая трагедия произошла 7 февраля 2014 года, когда в ходе несчастного случая на глубине 110 метров погибли два финских дайвера и ещё трое получили травмы. Тела погибших были подняты на поверхность лишь в конце марта.